# Love Charlie: The Rise and Fall of Chef Charlie Trotter
Love Charlie: The Rise and Fall of Chef Charlie Trotter ist ein Dokumentarfilm von Rebecca Halpern, der im Oktober 2021 beim Chicago International Film Festival seine Premiere feierte und im November 2022 in die US-Kinos kam. Es handelt sich um eine Filmbiografie über den Koch und Restaurantbesitzer Charlie Trotter.

## Biografisches

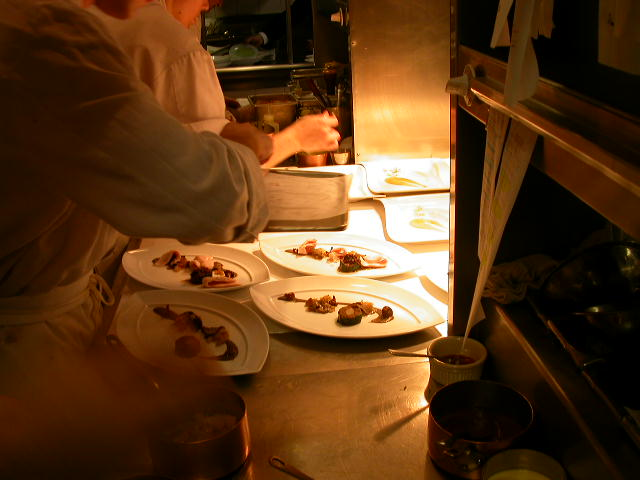
Charlie Trotter war als gastronomischer Revolutionär bekannt, so für seine Poularde

In den 2000er Jahren war Chefkoch Charlie Trotter auf dem Höhepunkt seiner Karriere angelangt. Das nach ihm benannte Restaurant in Chicago gehörte zu den besten der Welt. Als gastronomischer Revolutionär und kulinarischer Bad Boy ebnete Trotter den Weg für andere Köche wie Anthony Bourdain und Gordon Ramsay. Bereits in den 1990er Jahren war Trotter zu einem kulinarischen Superstar geworden. In der Filmkomödie Die Hochzeit meines besten Freundes wurde er für die Rolle des temperamentvollen Kochs besetzt. Im Jahr 2003 reichten überarbeitete Mitarbeiter, die für ihre Überstunden nicht entschädigt worden waren, eine Sammelklage ein und erhielten Gehaltsnachzahlungen von insgesamt mehr als 700.000 US-Dollar. Trotter starb im November 2013 im Alter von 54 Jahren.

## Produktion
Regie führte Rebecca Halpern.
Die Premiere erfolgte am 18. Oktober 2021 beim Chicago International Film Festival. Im April 2022 wurde er beim Florida Film Festival und beim Seattle International Film Festival gezeigt. Im Oktober 2022 wurde er beim San Diego International Film Festival vorgestellt. Der US-Kinostart erfolgte am 18. November 2022.